# Liste der salvadorianischen Außenminister
| Ernannt       | Außenminister                       | Anmerkungen | in der Regierung von            | Ende der Amtszeit |
| ------------- | ----------------------------------- | --- | ------------------------------- | ----------------- |
| 1846          | Francisco Dueñas Díaz               | | Eugenio Aguilar Gonzalez Batres | 1848              |
| 18. Juli 1876 | Cruz Ulloa                          | | Rafael Zaldívar                 | 6. Apr. 1884      |
| 12. Okt. 1890 | Francisco Esteban Galindo           | (* 12. März 1850 in Ciudad San Vicente; † 20. Mai 1896 in Sonsonate) | Carlos Ezeta                    | 24. Sep. 1891     |
| 24. Sep. 1891 | Salvador Gallegos Valdez            | (* 1844; † 1919) | Carlos Ezeta                    | 19. Dez. 1892     |
| 19. Dez. 1892 | Manuel Inocente Morales             | | Carlos Ezeta                    | 9. Juni 1893      |
| 11. Apr. 1893 | David Castro                        | | Carlos Ezeta                    | 9. Juni 1894      |
| 9. Juni 1894  | Jacinto Castellanos                 | (* 26. April 1843 in Ciudad San Vicente) | Rafael Antonio Gutiérrez        | 11. Sep. 1896     |
| 11. Sep. 1896 | Carlos Bonilla                      | (* 1841; † 1923) | Rafael Antonio Gutiérrez        | 15. Sep. 1896     |
| 15. Sep. 1896 |                                     | Del 15 de septiembre de 1896 al 14 de noviembre de 1898, Período de la República Mayor de Centro América, no hubo Ministro (Gemeinsame Außen- und Sicherheitspolitik der República Mayor de Centro América). | Rafael Antonio Gutiérrez        | 14. Nov. 1898     |
| 15. Nov. 1898 | Eugenio Araujo                      | Ministro General, Vater von Arturo Araujo | Tomás Regalado                  | 27. Mai 1899      |
| 27. Mai 1899  | Nicolas Angulo Rivas                | (* 1846 in Ciudad San Vicente; † 1915) | Tomás Regalado                  | 13. Juni 1899     |
| 13. Juni 1899 | Juan José Cañas                     | Subsecretario Encargado del Despacho | Tomás Regalado                  | 14. Okt. 1899     |
| 14. Okt. 1899 | Rubén Rivera                        | | Tomás Regalado                  | 27. Apr. 1900     |
| 14. Mai 1900  | Salvador Rodríguez González         | Subsecretario Encargado del Despacho | Tomás Regalado                  | 28. Feb. 1903     |
| 1. März 1903  | Manuel Inocente Morales             | | Pedro José Escalón              | 25. Mai 1904      |
| 25. Mai 1904  | Manuel Delgado                      | | Pedro José Escalón              | 1. März 1907      |
| 21. Apr. 1906 | José Rosa Pacas                     | | Pedro José Escalón              | 23. Juni 1906     |
| 23. Juni 1906 | Miguel Antonio Fortín               | (* 11. September 1863 San Antonio de Oriente; † 1928 in San Salvador), Sohn von Rita Franco de Fortín und Miguel Fortín                                                                                      | Pedro José Escalón              | 27. Juli 1906     |
| 5. Juli 1906  | Samuel Valenzuela                   | | Pedro José Escalón              | 27. Juli 1906     |
| 11. März 1907 | Ramón García González               | | Fernando Figueroa               | 11. Juli 1907     |
| 11. Juli 1907 | Juan José Cañas                     | Subsecretario Encargado del Despacho (* 1826; † 1918) | Fernando Figueroa               | 25. Jan. 1908     |
| 25. Jan. 1908 | Salvador Rodríguez González         | | Fernando Figueroa               | 1. März 1911      |
| 1. März 1911  | Manuel Castro Ramirez               | Subsecretario Encargado del Despacho | Manuel Enrique Araujo           |                   |
| 1916          | Francisco Martínez Suárez           | | Carlos Meléndez                 | 1919              |
| 1920          | Juan Francisco Paredes              | | Jorge Meléndez Ramírez          |                   |
| 8. Juli 1922  | Arturo Ramón Ávila                  | | Jorge Meléndez Ramírez          | Feb. 1923         |
| 1. März 1923  | Reyes Arrieta Rossi                 | | Alfonso Quinónes Molina         | 1. März 1927      |
| 1. März 1927  | Salvador Rivas Vides                | Encargado del Despacho | Pío Romero Bosque               | 22. Apr. 1927     |
| 22. Apr. 1927 | José Gustavo Guerrero               | | Pío Romero Bosque               | 4. Jan. 1928      |
| 4. Jan. 1928  | José Max Olano                      | | Pío Romero Bosque               | 28. Feb. 1928     |
| 28. Feb. 1928 | José Gustavo Guerrero               | 2. | Pío Romero Bosque               | 13. Apr. 1928     |
| 17. Apr. 1928 | Francisco Martínez Suárez           | († 2. Juni 1944), Enviado Extraordinario, y Ministro Plenipotenciario de El Salvador | Pío Romero Bosque               | 1. März 1931      |
| 1. März 1931  | Hector David Castro                 | (* 22. April 1894 in San Salvador), A.E. and P. to U.S.A. s. Teresa Gomar & David Castro m. Elena Cromeyer, 1915; sie hatten sechs Kinder                                                                    | Arturo Araujo                   | 13. Juni 1931     |
| 2. Juli 1931  | Reyes Arrieta Rossi                 | 2. | Arturo Araujo                   | 1. Dez. 1931      |
| 7. Dez. 1931  | Miguel Angel Araujo                 | | Arturo Araujo                   | 1942              |
| 31. Aug. 1942 | Arturo Ramón Ávila                  | 2. | Maximiliano Hernández Martínez  | 1944              |
| Okt. 1944     | Juan Enrique Avila                  | | Andrés Ignacio Menéndez         |                   |
| Sep. 1944     | Arturo Argüello Loucel              | | Andrés Ignacio Menéndez         | 1945              |
| März 1945     | Héctor Escobar Serrano              | 1. (* 14. August 1904) | Salvador Castaneda Castro       | 1946              |
| Okt. 1946     | Joaquín Leiva                       | geschäftsführend | Salvador Castaneda Castro       |                   |
| 1946          | José Antonio Quiros                 | | Salvador Castaneda Castro       | 1947              |
| Jan. 1947     | Manuel Castro Ramírez               | | Salvador Castaneda Castro       | 16. Dez. 1948     |
| 16. Dez. 1948 | Miguel Rafael Urquía                | | Salvador Castaneda Castro       | 14. Sep. 1950     |
| 14. Sep. 1950 | Roberto Edmundo Canessa             | (* 1912; † 27. Januar 1961 in New Orleans) | Óscar Osorio Hernández          | 10. Dez. 1954     |
| 11. Dez. 1954 | José Guillermo Trabanino            | | Óscar Osorio Hernández          | 14. Okt. 1955     |
| 15. Okt. 1955 | Carlos Azúcar Chávez                | | Óscar Osorio Hernández          | 14. Sep. 1956     |
| 14. Sep. 1956 | Alfredo Ortiz Mancia                | Alfredo Ortíz Mancía | José María Lemus López          | 26. Okt. 1960     |
| 27. Okt. 1960 | Arnoldo Melemann                    | [ 3 ] | Miguel Ángel Castill            |                   |
| 27. Okt. 1960 | Rolando Déneke                      | (* 12. Januar 1924; † 20. August 2009) | Miguel Ángel Castillo           | 25. Jan. 1961     |
| 25. Jan. 1961 | Raúl Gamero                         | | Miguel Ángel Castillo           | 10. Apr. 1961     |
| 11. Apr. 1961 | Rafael Eguizábal Tobías             | | Miguel Ángel Castillo           | 19. Juli 1962     |
| 19. Juli 1962 | Héctor Escobar Serrano              | | Eusebio Rodolfo Cordón Cea      | 19. Juli 1965     |
| 19. Juli 1965 | Roberto Eugenio Quirós              | | Eusebio Rodolfo Cordón Cea      | 19. Juli 1967     |
| 19. Juli 1967 | Alfredo Martínez Moreno             | | Fidel Sánchez Hernández         | 26. Jan. 1968     |
| 27. Jan. 1968 | Guillermo Paz Larín                 | Subsecretario Encargado del Despacho | Fidel Sánchez Hernández         | 29. März 1968     |
| 29. März 1968 | Francisco José Guerrero             | | Fidel Sánchez Hernández         | 29. Juli 1971     |
| 29. Juli 1971 | Guillermo Paz Larín                 | Subsecretario Encargado del Despacho | Fidel Sánchez Hernández         | 19. Okt. 1971     |
| 19. Okt. 1971 | Walter Béneke Medina                | (* 31. Mai 1930 in San Salvador; † 27. April 1980 ebenda) | Fidel Sánchez Hernández         | 19. Juli 1972     |
| 19. Juli 1972 | Mauricio Alfredo Borgonovo Pohl     | (* 20. Dezember 1939 in San Salvador; † 10. Mai 1977 in Santa Tecla) | Arturo Armando Molina           | 19. Apr. 1977     |
| 1. Juli 1977  | Álvaro Ernesto Martínez             | | Carlos Humberto Romero          | 28. Apr. 1978     |
| 28. Apr. 1978 | José Antonio Rodríguez Porth        | (* 7. April 1916 in San Salvador; † 9. Juni 1989) | Carlos Humberto Romero          | 22. Okt. 1979     |
| 9. Jan. 1980  | Héctor Miguel Antonio Dada Hirezi   | | José Napoleón Duarte            | 3. März 1980      |
| 3. März 1980  | José Napoleón Duarte                | | José Napoleón Duarte            | 22. Dez. 1982     |
| 4. Mai 1982   | Fidel Chávez Mena                   | (* 20. November 1939 in San Salvador) | Álvaro Alfredo Magaña Borja     | 1. Juni 1984      |
| 1. Juni 1984  | Jorge Eduardo Tenorio               | (* 30. Juni 1943 in San Salvador; † 8. Dezember 2011) | José Napoleón Duarte            | 1. Juni 1985      |
| 1. Juni 1985  | Rodolfo Antonio Castillo Claramount | (* 17. April 1936 in Sonsonate) | José Napoleón Duarte            | 8. Sep. 1986      |
| 1986          | Ricardo Acevedo Peralta             | | José Napoleón Duarte            | 1989              |
| 1989          | José Manuel Pacas Castro            | | Alfredo Cristiani Burkard       | 1994              |
| 1994          | Óscar Alfredo Santamaría            | | Armando Calderón Sol            | 1995              |
| 1995          | Ramón Ernesto González Giner        | | Armando Calderón Sol            | 1999              |
| 1999          | Maria Eugenia Brizuela de Avila     | | Francisco Flores Pérez          | 2004              |
| Juni 2004     | Francisco Laínez                    | | Antonio Saca                    | 2008              |
| 16. Jan. 2008 | Marisol Argueta de Barillas         | | Antonio Saca                    | 2009              |
| 1. Juni 2009  | Hugo Martínez                       | | Mauricio Funes                  | 2013              |
| 14. Aug. 2013 | Jaime Miranda Flamenco              | | Mauricio Funes                  | 2014              |
| 1. Juni 2014  | Hugo Martínez                       | | Salvador Sánchez Cerén          | 28. Mai 2018      |
| 2018          | Carlos Alfredo Castaneda            | | Salvador Sánchez Cerén          | 2019              |
| 1. Juni 2019  | Alexandra Hill Tinoco               | | Nayib Bukele                    | amtierend         |